# Erik Buhl Nielsen
Erik Buhl Nielsen (født 10. november 1956) er en dansk politiker, der fra 1. januar 2014 til 31. december 2021 var borgmester i Varde Kommune, valgt for Venstre.
Erik Buhl har i sit civile liv arbejdet som landmand og udviklingschef. Han var fra 1990 medlem af Ølgod Kommunalbestyrelse; fra 1998 til 2007 borgmester. Dengang var han valgt på en lokalliste, men medlem af Kristendemokraterne, som dermed ikke stille op i kommunen. Siden kommunesammenlægningen i 2007 har han været byrådsmedlem for Venstre. I 2016 modtog han hæder som Ridder af Dannebrog for sit virke som borgmester. I oktober 2020 meddelte Buhl Nielsen, at han ikke ville genopstille til Kommunalvalget i Varde Kommune 2021.